# Quentin Boisgard
Quentin Boisgard (* 17. März 1997 in Toulouse) ist ein französischer Fußballspieler.

## Karriere

### Anfänge beim FC Toulouse
Boisgard begann seine fußballerische Ausbildung beim FC Toulouse. Dort spielte er zwölf Jahre in der Jugend, wobei er ab 2015 parallel in der zweiten Mannschaft zu Einsatzzeit kam. 2014/15 spielte er zweimal in der National 3, der fünfthöchsten französischen Spielklasse. 2015/16 kam er neben vier Toren in 18 Amateurspielen das erste Mal in der Coupe de la Ligue für die Profis zum Einsatz. In der Saison 2016/17 spielte er zwölf Mal für die zweite Mannschaft, wobei er ein Treffer erzielen konnte. Im März 2017 erhielt er seinen ersten professionellen Vertrag in der Ligue-1-Mannschaft. Bei einer 2:1-Niederlage gegen den FC Nantes debütierte er in der Ligue 1, als er in der 74. Spielminute für Max Gradel in die Partie kam. In seiner ersten kompletten Profisaison spielte er sechs Erstligaspiele und zehnmal in Frankreichs fünfter Spielklasse.
Um Spielpraxis zu sammeln wurde er zur Spielzeit 2018/19 an den FC Pau in die National verliehen. Gegen die US Concarneau debütierte er am sechsten Spieltag in der Startformation, als sein neues Team 1:1 spielte. Bei einem 2:0-Sieg über den FC Chambly schoss er sein erstes Tor im Erwachsenenbereich zur 1:0-Führung. Während der gesamten Leihe schoss er sechs Tore in 29 Drittligaspielen. Nach seiner Rückkehr schoss er am 28. Spieltag, dem, aufgrund der COVID-19-Pandemie, letzten Spieltag, sein erstes Tor in der ersten Liga für Toulouse gegen den FCO Dijon. Dies war sein einziger Treffer in 23 Saisoneinsätzen; am Ende stieg er mit Toulouse in die Ligue 2 ab.

### Zurück in die Ligue 1 mit dem FC Lorient
Daraufhin wechselte Boisgard zum Aufsteiger FC Lorient. Am 23. August 2020 (1. Spieltag) debütierte er bei einem 3:1-Sieg gegen Racing Straßburg. Beim dritten Saisonsieg gegen Olympique Nîmes schoss er sein erstes Tor für seinen neuen Arbeitgeber. Die Saison 2020/21 schloss er mit 26 Spielen und zwei Toren ab.
Im Januar 2023 wurde er ein weiteres Mal an den FC Pau verliehen.